# Пискунов, Борис Андреевич
Борис Андреевич Пискунов (1921—2001) — майор Советской Армии, участник Великой Отечественной войны, Герой Советского Союза (1943).

## Биография
Борис Пискунов родился 11 мая 1921 года в Екатеринбурге. После окончания шести классов школы работал сначала на заводе, затем был монтёром-телефонистом и связистом 1-й городской пожарной команды. В августе 1940 года Пискунов был призван на службу в Рабоче-крестьянскую Красную Армию. С февраля 1943 года — на фронтах Великой Отечественной войны.
К октябрю 1943 года красноармеец Борис Пискунов был телефонистом роты связи 43-го стрелкового полка 106-й стрелковой дивизии 65-й армии Центрального фронта. Отличился во время битвы за Днепр. 15 октября 1943 года Пискунов под ураганным огнем в составе передового отряда переправился через Днепр в районе посёлка Лоев Гомельской области Белорусской ССР и проложил через реку кабельную линию, установил связь передового  отряда и командованием 43-го стрелкового полка. Несколько суток обеспечивал бесперебойную работу связи, был тяжело ранен осколком снаряда, остался на своём посту, оперативно устраняя повреждения на линии.
Указом Президиума Верховного Совета СССР от 30 октября 1943 года за «образцовое выполнение боевых заданий командования на фронте борьбы с немецкими захватчиками и проявленные при этом мужество и героизм» красноармеец Борис Пискунов был удостоен высокого звания Героя Советского Союза с вручением ордена Ленина и медали «Золотая Звезда» за номером 1524.
После окончания войны Пискунов продолжил службу в Советской армии. В 1945 году он окончил курсы усовершенствования командного состава, в 1946 году — Иркутское военное училище связи. В 1960 году в звании майора Пискунов был уволен в запас. Проживал и работал в Иркутске. Умер 21 июня 2001 года, похоронен на Александровском кладбище Иркутска.
Был также награждён орденами Отечественной войны 1-й степени и Красной Звезды, Медалью за Отвагу, рядом других медалей.